# Stéphane Gombauld
Stéphane Gombauld (Saint-Claude, 5 marzo 1997) è un cestista francese.

## Palmarès

### Club
- Campionato francese: 1

ASVEL: 2015-16
- Pro B: 1

Nancy: 2021-22

### Individuale
- MVP Pro B: 1

2021-22